# 藤田和之
藤田 和之（ふじた かずゆき、1970年10月16日 - ）は、日本の男性プロレスラー、総合格闘家、アマチュアレスリング選手。千葉県船橋市出身。藤田事務所、プロレスリング・ノア所属。血液型O型。八千代松陰高校、日本大学文理学部卒業。

## スタイル
レスリングを経てプロレスデビューし、総合格闘技選手としての活動も同時並行して行っている。レスリング技術も然ることながら、その強靭な肉体から繰り出される圧倒的なパワーからの攻撃は非常に強力で、トップクラスの外国人ヘビー級選手であってもマットに沈めるほどの威力を持つ。さらにテイクダウンからの打撃、肩固め、袈裟固めなどの技を得意としている。PRIDE発足当時から数々の強豪外国人と対戦し、その実績から日本人最強のプロレスラーとの呼び声も高い。この点については、船木誠勝も「セメント最強のレスラーは誰だ?」で、アントニオ猪木や藤原喜明、前田日明を含め、全員が最高の状態で戦った場合、勝つのは藤田だと思うと発言している。その強さから「野獣」と評される。近年は総合格闘技よりもプロレスでの活動が多くなっている。

## 来歴
日本大学在学中に1989年より全日本学生レスリング選手権大会で4連覇を果たした。1993年に大学を卒業してからは新日本プロレス職員としてアトランタ五輪予選に挑戦したが敗退。全日本レスリング選手権大会2度優勝の実績を残した。
1996年に新日本プロレス（以下「新日」）所属のプロレスラーになり、11月1日に永田裕志戦でデビュー。同期には真壁伸也（後の真壁刀義）がいる。
2000年1月4日、東京ドーム大会でキモと対戦。膝蹴りが急所に入ってしまい、4分2秒反則負けとなった。この試合を最後に新日を退団。一時はより格闘技色の強いリングスへの参戦に傾いていたが、アントニオ猪木が経営する猪木事務所所属となり、2000年1月30日の『PRIDE GRANDPRIX 2000 開幕戦』でハンス・ナイマンに一本勝ち、総合格闘技のデビューを飾る。
2000年5月1日、『PRIDE GRANDPRIX 2000 決勝戦』の2回戦で当時「霊長類最強の男」と謳われたマーク・ケアーに判定勝ち。桜庭和志がホイス・グレイシーを90分の死闘の末破った直後の試合だったが、それ以上の大番狂わせといわれた。しかし準決勝のマーク・コールマン戦ではケアー戦での左膝靭帯の損傷により開始直後にタオルが投入され、TKO負けとなった。
2001年4月9日、スコット・ノートンを降し、第29代IWGPヘビー級王者となった。6月6日に永田裕志、7月20日にドン・フライと防衛成功。
2001年8月19日、『K-1 ANDY MEMORIAL 2001』でミルコ・クロコップとMMAルールで対戦。3度目のタックルにカウンターの左膝蹴りを合わせられ、左眉横から大出血。ドクターストップ負けとなった。
2001年には、サントリーの缶コーヒーボスのテレビCMにアントニオ猪木と共に出演したり、アニメ映画『デ・ジ・キャラット』に声優として出演した。
2001年12月、練習中に右アキレス腱を断裂。大晦日の『INOKI BOM-BA-YE 2001』出場および2002年1月4日に予定されていた永田裕志とのIWGPヘビー級選手権試合はキャンセルされ、1月4日のリング上で挨拶を行い、IWGPヘビー級王座返上が発表された。
2002年7月20日、9か月ぶりに新日札幌大会における垣原賢人戦で復帰し、スリーパーホールドで一本勝ち。
2002年8月8日、『UFO LEGEND』で安田忠夫と対戦し、肩固めでTKO勝ち。
2002年12月31日、『INOKI BOM-BA-YE 2002』でミルコ・クロコップとの再戦に挑むも、判定負け。
2003年6月8日、『PRIDE.26』でPRIDEヘビー級王者エメリヤーエンコ・ヒョードルとノンタイトル戦で対戦。右フックでヒョードルをぐらつかせる場面もあったが、最後はスリーパーホールドで一本負け。
2003年12月31日、『INOKI BOM-BA-YE 2003』で元IBF世界クルーザー級王者イマム・メイフィールドと寝技20秒限定ルールで対戦し、スタンド式肩固めで一本勝ち。当初はWBO世界ヘビー級王者レイ・マーサーと対戦予定であったが出場キャンセルとなり、当日になって対戦相手変更が発表された。
2004年5月22日、『K-1 ROMANEX』におけるボブ・サップとの「野獣対決」にサッカーボールキックでタップアウト勝ち。『リアルビースト』と呼ばれるようになる。
2004年6月5日、大阪府立体育会館において棚橋弘至とIWGPヘビー級王座決定戦（ボブ・サップの王座返上による）を行い、サッカーボールキックからのKO勝ちに追い込んだ。ただし、前年のアルティメット・クラッシュでは棚橋にタッグながらピンフォール負けを喫している。
2004年12月31日、『K-1 PREMIUM 2004 Dynamite!!』でアテネオリンピックレスリング金メダリストカラム・イブラヒムと対戦し、右フックでKO勝ち。
2005年4月、永田裕志、中西学、ケンドー・カシンとレスリング軍団「チームジャパン」を結成。
2006年2月1日をもって猪木事務所から独立し、藤田事務所を設立。
2006年5月5日、PRIDE無差別級グランプリ1回戦でジェームス・トンプソンと対戦し、右フックでKO勝ち。
2006年7月1日、PRIDE無差別級グランプリ2回戦でヴァンダレイ・シウバと対戦し。右フックで倒され、サッカーボールキックの連打でタオルが投入され、TKO負け。シウバはヒョードル欠場による代役であった。
2007年4月8日、『PRIDE.34』でUFC対PRIDE対抗戦としてジェフ・モンソンと対戦し、スリーパーホールドで一本負け。
2007年12月12日、PRIDE（PRIDE FC WORLDWIDE）との契約を解除したことを発表。12月31日の「K-1 PREMIUM 2007 Dynamite!!」への出場オファーはあったものの出場は実現しなかったが、Dynamite!!の前日記者会見でピーター・グラハムが「藤田が試合をキャンセルした。腰抜け野郎」と挑発を行った。
2008年3月5日、戦極旗揚げ戦戦極 〜第一陣〜でピーター・グラハムと対戦し、ノースサウスチョーク（公式裁定はスピニングチョーク）で一本勝ち。前日記者会見ではグラハムの挑発に乗り、「こんな胸くそ悪い奴は初めて。このトサカ野郎」と発言し、乱闘寸前の騒ぎを起こしたが、試合後は両者共にお互いを称えあった。
2008年6月8日、戦極 〜第三陣〜でトラビス・ビューと対戦するも左のジャブでダウンしたところにパウンドを打ち込まれ失神TKO負け。
2009年8月2日、戦極 〜第九陣〜でブラゴイ・アレクサンドル・イワノフと対戦し、1-2の判定負け。試合後、師匠のマルコ・ファスが判定に対する不満を露にした。
2009年12月31日、Dynamite!! 〜勇気のチカラ2009〜のDREAM vs SRC 対抗戦でアリスター・オーフレイムと対戦し、左膝蹴りでKO負けを喫した。エプロンサイドで倒れたまま自力で起き上がれず、担架で退場。病院に搬送され、重度の脳震盪と診察された。翌日意識は正常になったが、長期休場を余儀なくされた。
2011年8月27日、イノキ・ゲノム・フェデレーション（IGF）の両国国技館大会「INOKI GENOME 〜Super Stars Festival 2011〜」でジョシュ・バーネットが契約問題により欠場となったため緊急参戦、1年8ヶ月ぶり復帰。
2012年7月14日、IGF「GENOME21」でジェロム・レ・バンナを破り、第2代IGF王座を奪取。
2012年9月9日、永田裕志のデビュー20周年興行となった新日東金アリーナ大会に来場。なお、藤田が新日の大会に来場するのは2005年10月以来。
2012年12月31日、INOKI BOM-BA-YE 2012で小川にレフェリーストップで勝利した。
2013年12月31日、INOKI BOM-BA-YE 2013のIGF選手権試合で石井慧と対戦し、判定負けで王座陥落。
2019年9月16日、プロレスリング・ノアに初参戦（大阪府立体育会館第1競技場大会）。
2019年9月19日、リアルジャパンプロレス後楽園ホール大会でスーパータイガーを破り、第14代レジェンド・チャンピオンシップ王者となった。
2020年3月29日、ノア後楽園大会でGHCヘビー級王座（王者・潮崎豪）に初挑戦したが敗れた。
2021年3月21日、ノア後楽園大会で拳王を破って第4代GHCナショナル王座を奪取した。
2022年2月23日、ノア名古屋国際会議場大会で中嶋勝彦を破り第37代GHCヘビー級王座を奪取。翌2月24日にはノアに入団することが発表された。

## 入場テーマ曲
- Get Wave（ヤングライオン時代）
- INOKI BOM-BA-YE オーケストラバージョン
- Purple Haze（ジミ・ヘンドリックス）
- PRIDE（高梨康治）PRIDE.34で使用

## 主な戦績

### プロレス
- 2001年4月9日、スコット・ノートンを破り、第29代IWGPヘビー級王座を獲得（永田裕志、ドン・フライ相手に防衛後、返上）。
- 2001年6月6日、永田裕志とIWGPヘビー級選手権試合を戦う。この試合で2001年度の年間最高試合賞（ベストバウト）を受賞。
- 2003年5月2日、新日本プロレス「ULTIMATE CRUSH」で中西学にTKO勝ち。
- 2004年6月5日、棚橋弘至を破り、第38代IWGPヘビー級王座を獲得（柴田勝頼相手に防衛）。
- 2004年10月9日、佐々木健介に敗れ、王座から陥落。
- 2005年7月18日、天山広吉を破り、第43代IWGPヘビー級王座を獲得。
- 2005年10月8日、ブロック・レスナー、蝶野正洋との3WAYマッチに敗れ、王座から陥落。
- 2005年、G1 CLIMAXで準優勝。
- 2012年7月14日、IGF「GENOME21」でジェロム・レ・バンナを破り、第2代IGF王座を奪取。
- 2012年12月31日、INOKI BOM-BA-YE 2012で小川直也にレフェリーストップ勝ち。
- 2019年9月19日、リアルジャパン後楽園ホール大会でスーパータイガーを破り、第14代レジェンド・チャンピオンシップを奪取。
- 2021年3月21日、ノア後楽園ホール大会で拳王を破り、第4代GHCナショナル王座を奪取。
- 2022年2月23日、ノア名古屋国際会議場大会で中嶋勝彦を破り、第37代GHCヘビー級王座を奪取（田中将斗相手に防衛）。

### 総合格闘技
| 総合格闘技 戦績 | 総合格闘技 戦績 | 総合格闘技 戦績 | 総合格闘技 戦績 | 総合格闘技 戦績 | 総合格闘技 戦績 | 総合格闘技 戦績 |
| --------------- | --------------- | --------------- | --------------- | --------------- | --------------- | --------------- |
| 32 試合         | (T)KO           | 一本            | 判定            | その他          | 引き分け        | 無効試合        |
| 18 勝           | 6               | 9               | 2               | 1               | 0               | 0               |
| 14 敗           | 8               | 2               | 4               | 0               | 0               | 0               |

| 勝敗 | 対戦相手                           | 試合結果                                   | 大会名                                                               | 開催年月日     |
| ○    | チェ・ムベ                         | 1R 1:15 TKO                                | ROAD FC 050                                                          | 2018年11月3日  |
| ○    | ジャスティン・モートン             | 2R 1:19 ノースサウスチョーク               | ROAD FC 049                                                          | 2018年8月18日  |
| ○    | コン・ハンドン                     | 2R 2:46 試合放棄                           | ROAD FC OPENWEIGHT GRAND PRIX                                        | 2018年5月12日  |
| ×    | イ・サンス                         | 1R 3:59 TKO                                | HEAT41                                                               | 2017年12月23日 |
| ×    | アオルコロ                         | 1R 2:01 TKO                                | ROAD FC 044                                                          | 2017年11月11日 |
| ×    | バルト                             | 5分2R終了 判定0-3                          | RIZIN FIGHTING WORLD GRAND-PRIX 2016 無差別級トーナメント 開幕戦     | 2016年9月25日  |
| ×    | イリー・プロハースカ               | 1R 3:18 KO（右フック）                     | RIZIN.1                                                              | 2016年4月17日  |
| ×    | 石井慧                             | 5分3R終了 判定0-3                          | INOKI BOM-BA-YE 2013 【IGFチャンピオンシップ】                       | 2013年12月31日 |
| ×    | アリスター・オーフレイム           | 1R 1:15 KO（左膝蹴り）                     | Dynamite!! 〜勇気のチカラ2009〜                                      | 2009年12月31日 |
| ×    | ブラゴイ・アレクサンドル・イワノフ | 5分3R終了 判定1-2                          | 戦極 〜第九陣〜                                                      | 2009年8月2日   |
| ×    | トラビス・ビュー                   | 1R 1:24 TKO（右ストレート→パウンド）       | 戦極 〜第三陣〜                                                      | 2008年6月8日   |
| ○    | ピーター・グラハム                 | 1R 1:23 ノースサウスチョーク               | 戦極 〜第一陣〜                                                      | 2008年3月5日   |
| ×    | ジェフ・モンソン                   | 1R 6:37 スリーパーホールド                 | PRIDE.34                                                             | 2007年4月8日   |
| ○    | エルダリ・クルタニーゼ             | 1R 2:08 ギブアップ（パウンド）             | PRIDE 男祭り 2006 -FUMETSU-                                          | 2006年12月31日 |
| ×    | ヴァンダレイ・シウバ               | 1R 9:21 TKO（タオル投入）                  | PRIDE 無差別級グランプリ 2006 2nd ROUND 【無差別級グランプリ 2回戦】 | 2006年7月1日   |
| ○    | ジェームス・トンプソン             | 1R 8:25 KO（右フック）                     | PRIDE 無差別級グランプリ 2006 開幕戦 【無差別級グランプリ 1回戦】    | 2006年5月5日   |
| ○    | カラム・イブラヒム                 | 1R 1:07 KO（右フック）                     | K-1 PREMIUM 2004 Dynamite!!                                          | 2004年12月31日 |
| ○    | ボブ・サップ                       | 1R 2:15 ギブアップ（サッカーボールキック） | ROMANEX 格闘技世界一決定戦                                           | 2004年5月22日  |
| ○    | イマム・メイフィールド             | 2R 2:25 スタンディング肩固め               | INOKI BOM-BA-YE 2003 馬鹿になれ夢を持て                              | 2003年12月31日 |
| ×    | エメリヤーエンコ・ヒョードル       | 1R 4:17 チョークスリーパー                 | PRIDE.26 REBORN                                                      | 2003年6月8日   |
| ○    | 中西学                             | 3R 1:09 TKO（パウンド）                    | 新日本プロレス ULTIMATE CRUSH                                        | 2003年5月2日   |
| ×    | ミルコ・クロコップ                 | 5分3R終了 判定0-3                          | INOKI BOM-BA-YE 2002                                                 | 2002年12月31日 |
| ○    | 安田忠夫                           | 1R 2:46 肩固め                             | 世界最強伝説 UFO LEGEND                                              | 2002年8月8日   |
| ×    | ミルコ・クロコップ                 | 1R 0:39 TKO（ドクターストップ）            | K-1 ANDY MEMORIAL 2001 〜JAPAN GP 決勝戦〜                           | 2001年8月19日  |
| ○    | 高山善廣                           | 2R 2:18 肩固め                             | PRIDE.14                                                             | 2001年5月27日  |
| ○    | ギルバート・アイブル               | 10分2R終了 判定6-0                         | PRIDE.12                                                             | 2000年12月23日 |
| ○    | ケン・シャムロック                 | 1R 6:46 TKO（タオル投入）                  | PRIDE.10                                                             | 2000年8月27日  |
| ×    | マーク・コールマン                 | 1R 0:02 TKO（タオル投入）                  | PRIDE GRANDPRIX 2000 決勝戦 【準決勝】                               | 2000年5月1日   |
| ○    | マーク・ケアー                     | 15分1R終了 判定3-0                         | PRIDE GRANDPRIX 2000 決勝戦 【2回戦】                                | 2000年5月1日   |
| ○    | ウィル・チャイルズ                 | スリーパーホールド                         | Extreme Shootout: The Underground                                    | 2000年4月1日   |
| ○    | ダン・チェイス                     | KO                                         | Extreme Shootout: The Underground                                    | 2000年4月1日   |
| ○    | ハンス・ナイマン                   | 1R 2:48 袈裟固め                           | PRIDE GRANDPRIX 2000 開幕戦 【1回戦】                                | 2000年1月30日  |

## 得意技

### フィニッシュ・ホールド
ビースト・ボム
いわゆるハイアングル・パワーボム。
相手を担ぎ上げてから相手を投げ落とすよりも先に自分が倒れ込むことで、強烈な角度で背中からマットに叩きつける。藤田のニックネームでもある「野獣」ということから、この名で呼称されることがある。
肩固め
藤田の場合、グランド式、スタンディング式の2種類を使用する。
スリーパーホールド
藤田の場合は、通常のスリーパーホールド、胴締め裸絞めスリーパーホールドの2種類を使用する。
キャメルクラッチ・スリーパーホールド
変形キャメルクラッチ
相手の首をスリーパー・ホールドで捕らえるキャメル・クラッチ。
フランケンシュタイナー

### 投げ技
リバース・パワーボム
相手の背後から胴に両腕を回して、相手の頭を下に振らせて腰を抱えたまま宙吊りにすると勢い良く高々と抱え上げ、そのままパワーボムの体勢で相手の顔面から前胴体にマットに叩きつける。
ジャーマンスープレックス
藤田の場合は通常、投げっぱなしの2種類を使用。
ジャック・ハマー

### 打撃技
膝蹴り
相手を尻餅状態にしておいて、走りこんで相手の顔面に膝蹴り、さらに四つん這いになった相手にサイドから膝蹴りを決める。藤田の場合は、さまざまなバリエーションを使用する。
サッカーボールキック
相手を尻餅状態にしておいて、走りこんで背中に思いっきりキックを入れる。又は、相手が倒れた状態で自らコーナーまで一旦後退して距離をとって、相手が体を起こそうとするのを待ち構えて四つん這いになった相手に助走をつけて近づいて相手の顔面を蹴り上げる。主に2種類を使用する。

## タイトル歴
新日本プロレス
- IWGPヘビー級王座（第29代、第38代、第43代）

プロレスリング・ノア
- GHCヘビー級王座（第37代）
- GHCナショナル王座（第4代）

IGF
- IGF王座（第2代）

リアルジャパンプロレス
- レジェンドチャンピオンシップ（第14代）

プロレス大賞
- 新人賞（1997年）
- 年間最高試合賞（6月6日・日本武道館、IWGPヘビー級選手権試合、藤田和之 vs. 永田裕志）（2001年）

## テレビドラマ出演
- 神ノ牙-JINGA-（2018年10月25日 、TOKYO MX・BS11 / 2018年10月28日 、ファミリー劇場） - 石田 役

## 関連書籍、映像等

### 書籍
- "Show"大谷 泰顕（監修）『野獣降臨 藤田和之 THE WILD BEAST coming』 メディアワークス 2000年11月 ISBN 4-8402-1661-4
- 藤田和之、木村光一（共著）『ファイター:藤田和之自伝』 文春ネスコ 2002年10月 ISBN 4-89036-165-0

### DVD
- 『藤田和之』 ヴァリス 2001年10月26日

### VHS
- 『闘魂Vスペシャル 特別編 藤田和之特集 -今、明かされる野獣の真実-』 ヴァリス 2000年5月19日

### CD
- 『THE WORLD』 ダイキサウンド 2001年12月20日 （テーマ曲「炎のファイター」のオーケストラ・ヴァージョン収録）

### 戦績等
- 藤田和之 - Sherdog (英語)
- 藤田和之 - 世界レスリング連合 (英語)
- プロレスリング・ノア 選手紹介
- RIZIN 選手データ
- PRIDE 選手データ - ウェイバックマシン（2009年3月10日アーカイブ分）
- バウトレビュー 選手データ